# Lycophidion meleagre
Lycophidion meleagre är en ormart som beskrevs av Boulenger 1893. Lycophidion meleagre ingår i släktet Lycophidion och familjen snokar. Inga underarter finns listade i Catalogue of Life.
Denna orm förekommer i västra Kongo-Kinshasa och nordvästra Angola. Kanske når den även västra Kongo-Brazzaville. Arten lever i låglandet och i bergstrakter mellan 200 och 1600 meter över havet. Habitatet utgörs av olika slags skogar. Individerna är nattaktiva och de vistas främst på marken. Lycophidion meleagre äter ödlor och andra ormar. Honor lägger ägg.
Skogsavverkningar i Angola kan påverka beståndet negativt. Hela populationen anses vara stabil. IUCN listar arten som livskraftig (LC).